# Heinrich-Zollinger-Denkmal

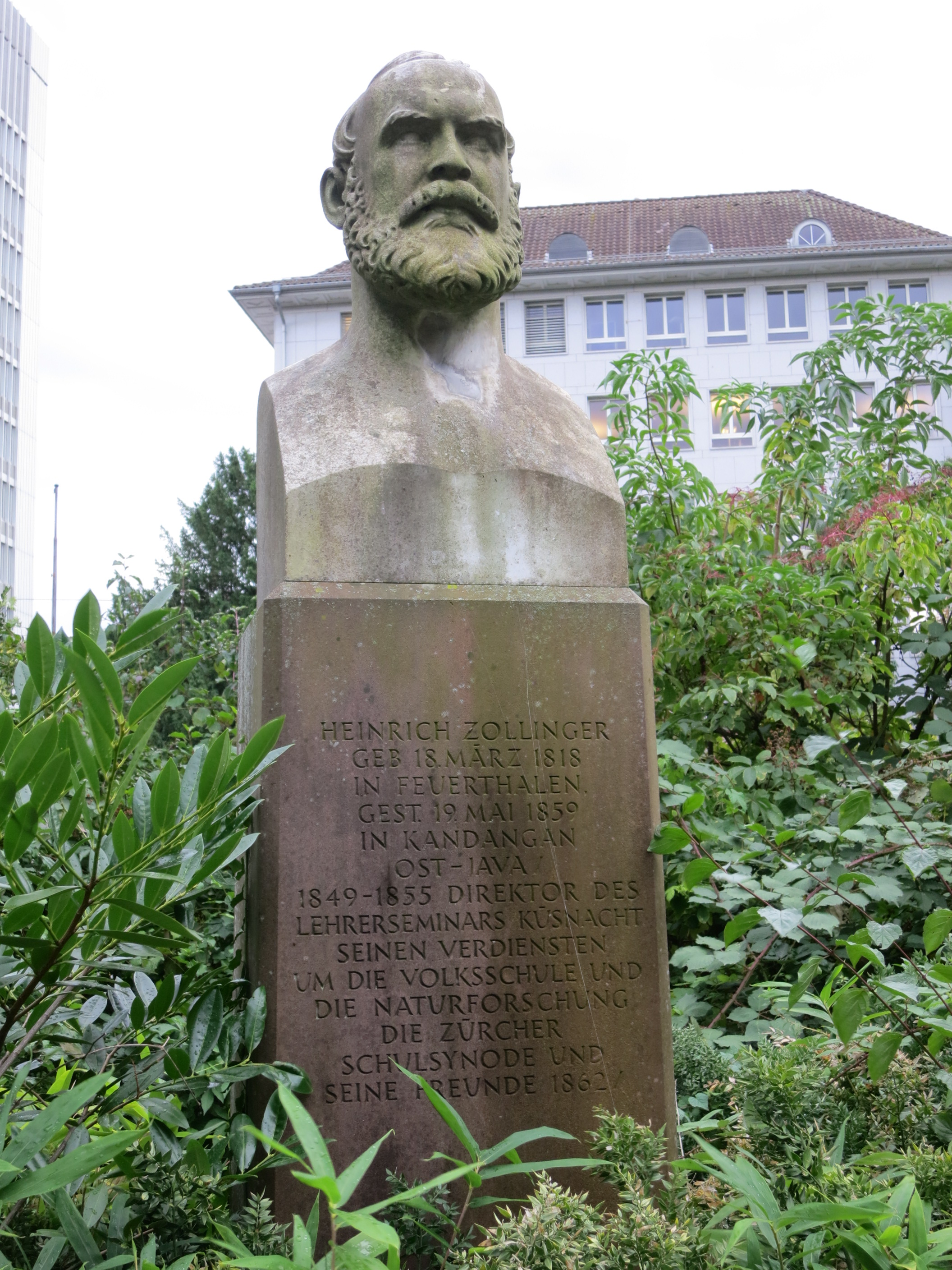
Das Heinrich-Zollinger-Denkmal in Zürich (2013)

Das Heinrich-Zollinger-Denkmal ist ein 1862 eingeweihtes Büstendenkmal im Alten Botanischen Garten in Zürich, das dem Forschungsreisenden und Volksschullehrer Heinrich Zollinger (1818–1859) gewidmet ist. Die Büste wurde 1860 von Ludwig Keiser geschaffen.

## Geschichte
Zollinger wurde am Lehrerseminar in Küsnacht (der heutigen Kantonsschule Küsnacht) ausgebildet, studierte zwei Semester lang an der Universität Genf Botanik und arbeitete dann als Sekundarlehrer in Horgen und Herzogenbuchsee. 1841 verliess er die Schweiz ein erstes Mal und weilte bis 1848 im damaligen Niederländisch-Indien, vor allem auf der Insel Java. Nach seiner Heimkehr stand er von 1849 bis 1855 dem Küsnachter Seminar als Direktor vor und ging dann wieder nach Java, wo er am 19. Mai 1959 mit erst 41 Jahren an den Spätfolgen der Malaria starb.
Wenige Monate nach Zollingers Tod, am 29. August 1859, tagte die Zürcher Schulsynode in Wetzikon, und das Schulkapitel Hinwil stellte den Antrag, Zollinger mit einer «besonderen Totenfeier» zu ehren, was einstimmig angenommen wurde. An der folgenden Synode, die am 10. September 1860 in Riesbach stattfand, regte Johann Caspar Sieber an, die geplante Totenfeier mit der Einweihung eines Denkmals zu verbinden, und schlug Zollingers zweiten Todestag, den 18. Mai 1861, dafür vor. Abermals stimmte die Versammlung zu und übertrug Sieber die Projektleitung.
Um Zollinger die höchstmögliche Ehrung als Wissenschaftler zuteilwerden zu lassen, fasste Sieber den Botanischen Garten in Zürich als Standort für das Monument ins Auge. Hier standen seit ein paar Jahren die Denkmäler der bedeutenden Naturwissenschaftler Conrad Gessner (Conrad-Gessner-Denkmal) und Augustin Pyrame de Candolle (Candolle-Denkmal). Am 9. Oktober 1860 bat die Schulsynode die kantonale Erziehungsdirektion (heute Bildungsdirektion) darum, ihr dort einen Platz zu überlassen. Die Gartenverwaltung verwahrte sich sogleich dagegen. Zollinger war zwar ein Pionier der botanischen Erforschung Javas und hatte sich als Pflanzengeograf hervorgetan, war aber kein akademisch studierter Botaniker. Ausserdem hatte er keinerlei Bezug zum Zürcher Garten, der nicht «mit Denkmälern überladen» werden sollte. Die Verwaltung monierte, dass Zollingers Hauptverdienste auf dem Gebiet der Pädagogik lägen, und schlug vor, die Büste besser bei einem pädagogischen Institut, zum Beispiel im Seminargarten in Küsnacht, aufzustellen. Im November 1860 lehnte die Erziehungsdirektion das Gesuch ab.
Noch im selben Jahr vollendete Ludwig Keiser Zollingers Büste, und Sieber kämpfte weiter für einen Platz im Botanischen Garten. Letzten Endes akzeptierte er alle noch so misslichen Bedingungen: Das Denkmal sollte an einem abgelegenen Ort zu stehen kommen, es durfte jederzeit verlegt werden, und die Unterhaltspflicht lag ganz bei der Schulsynode. Unter diesen Umständen willigte die Erziehungsdirektion am 14. August 1861 schliesslich ein.
Mitte März 1862 wurde das Denkmal platziert. Die Einweihung fand am 31. August 1862, am Vorabend der Schulsynode in Meilen, statt. Sieber hielt eine Rede.
Im Herbst 1879 wurde das Denkmal an seinen heutigen, besser zugänglichen Standort versetzt.

## Beschreibung
Das schlichte rötlich-graue Postament ist 1,90 Meter hoch und hat einen rechteckigen Grundriss von 64 auf 50 Zentimeter. An seiner Vorderseite ist die Inschrift eingraviert: 
HEINRICH ZOLLINGER
GEB 18. MÄRZ 1818 IN FEUERTHALEN,
GEST. 19. MAI 1859 IN KANDANGAN OST-JAVA /
1849–1855 DIREKTOR DES LEHRERSEMINARS KÜSNACHT
SEINEN VERDIENSTEN UM DIE VOLKSSCHULE UND DIE NATURFORSCHUNG
DIE ZÜRCHER SCHULSYNODE UND SEINE FREUNDE 1862 /
Darunter war ursprünglich eine Zierpflanze angebracht. Gemäss einer Meldung von 1862 handelte es sich dabei um die von Zollinger entdeckte Pflanze Artocarpus (die von ihm entdeckte Art heisst heute Parartocarpus venenosus). Später wurde sie als Lorbeerkranz interpretiert.
Die Büste wurde «entsprechend der Kraftnatur Zollingers» in doppelter Lebensgrösse hergestellt und ist 83 Zentimeter hoch. Die Neue Zürcher Zeitung lobte im Jahr der Einweihung, Keiser habe sich bei der Ausgestaltung der Büste «strenge an den griechischen Styl gehalten», und bemängelte gleichzeitig die (später korrigierte) periphere Lage und das dürftige Postament, das ihr beigegeben worden war:

«In einer der entlegensten Nischen des grünen Buschicht unsers botanischen Gartens steht […] eine Büste, deren magerer Sockel dem profanen Auge fast zu schwach erscheint für diesen gewaltigen Kopf mit der mächtigen Stirne, dem vollen Bart und den markigen Zügen, zumal wenn der Beschauer den Maßstab des massigen Postamentes der Geßner’schen Büste mitbringt.»